# Акустический институт имени Н. Н. Андреева РАН
Акустический институт имени Н. Н. Андреева — научно-исследовательская организация, занимающаяся различными исследованиями в сфере акустики. Открыт в Москве в 1953 году на базе Акустической лаборатории Физического института АН СССР им. Лебедева (ФИАН), инициатором стал академик Н. Н. Андреев.

## Описание
Акустический институт является одним из передовиков в сфере исследований распространения звуковых волн в океане, анализа разнообразных океанических шумов.
Учёные института сделали вклад в разработку и совершенствование различных образцов гидроакустической техники. Среди их достижений разработка теории волноводного распространения звука в океане, подтверждения опытным путём открытия сверхдальнего распространения звука в подводном звуковом канале, дальних зон акустической освещённости и фокусировки звука. Данные достижения оказали влияние на общие понятия о структуре звуковых полей в океане, на их основе велась разработка гидроакустической техники.
В институте работают над компьютерным моделированием акустических полей. Для слежения за экологией и прогнозирования негативных явлений в акваториях разрабатываются способы и средства их акустического мониторинга. Многие прикладные исследования проводились на научно-исследовательских судах «Пётр Лебедев» и «Сергей Вавилов», позднее на научно-исследовательских судах "Академик Николай Андреев" и "Академик Борис Константинов". После распада СССР институт работал над такими вопросами: способы излучения и приёма звука, адаптивные способы обработки акустических сигналов, обработки информации в слуховой системой живых существ, исследования колебательных процессов в сложных механических структурах, изучаются акустико-гидродинамические явления, способы противостояния шуму и вибрации, использование ультразвука.
Наиболее известные работы учёных Акустического института: «Акустика океана» (Л. М. Бреховских), «Физика и техника мощного ультразвука» (Л. Д. Розенберг) и т. д. Чаще всего эти монографии печатаются в «Акустическом журнале» и прочих профильных научных изданиях.
В институте функционирует очная и заочная аспирантура. Также при институте функционируют два совета ВАК РФ, занимающиеся вопросами присуждения учёных степеней доктора и кандидата физико-математических и технических наук. Свои базовые кафедры здесь открыли Московский физико-технический институт (МФТИ) и Московский государственный институт радиотехники, электроники и автоматики (МГИРЭА).
В 1991 году по инициативе Акустического института было создано Российское акустическое общество.
В настоящее время Акустический институт входит в интегрированную структуру АО "Концерн "Моринформсистема-АГАТ".
С 1994 года институт носит статус Государственного Научного Центра, через три года он подтвердил статус.